# World RX de Sudáfrica 2017
El World RX de Sudáfrica 2017, oficialmente Gumtree World RX of South Africa, es una prueba de Rallycross en Sudáfrica válida para el Campeonato Mundial de Rallycross. Se celebró en el Circuito International de Killarney en Ciudad del Cabo, Sudáfrica.
Johan Kristoffersson consiguió su séptima victoria de la temporada a bordo de su Volkswagen Polo GTI, seguido de Timmy Hansen y Mattias Ekström.
En RX2 el francés Cyril Raymond consiguió su sexta victoria de la temporada, seguido del noruego Sondre Evjen y el estadounidense Tanner Whitten. 

## Supercar

### Series
| Pos. | N.º | Piloto                | Equipo                   | Auto                | Q1   | Q2   | Q3   | Q4   | Pts |
| ---- | --- | --------------------- | ------------------------ | ------------------- | ---- | ---- | ---- | ---- | --- |
| 1    | 3   | Johan Kristoffersson  | PSRX Volkswagen Sweden   | Volkswagen Polo GTI | 2.º  | 9.º  | 1.º  | 2.º  | 16  |
| 2    | 21  | Timmy Hansen          | Team Peugeot-Hansen      | Peugeot 208         | 1.º  | 14.º | 3.º  | 1.º  | 15  |
| 3    | 1   | Mattias Ekström       | EKS RX                   | Audi S1             | 8.º  | 10.º | 2.º  | 8.º  | 14  |
| 4    | 44  | Timo Scheider         | MJP Racing Team Austria  | Ford Fiesta         | 6.º  | 11.º | 6.º  | 4.º  | 13  |
| 5    | 13  | Andreas Bakkerud      | Hoonigan Racing Division | Ford Focus RS       | 4.º  | 5.º  | 11.º | 9.º  | 12  |
| 6    | 43  | Ken Block             | Hoonigan Racing Division | Ford Focus RS       | 5.º  | 2.º  | 14.º | 12.º | 11  |
| 7    | 11  | Petter Solberg        | PSRX Volkswagen Sweden   | Volkswagen Polo GTI | 3.º  | 15.º | 5.º  | 10.º | 10  |
| 8    | 71  | Kevin Hansen          | Team Peugeot-Hansen      | Peugeot 208         | 14.º | 3.º  | 15.º | 3.º  | 9   |
| 9    | 6   | Jānis Baumanis        | STARD                    | Ford Fiesta         | 12.º | 1.º  | 16.º | 11.º | 8   |
| 10   | 9   | Sébastien Loeb        | Team Peugeot-Hansen      | Peugeot 208         | 7.º  | 18.º | 4.º  | 5.º  | 7   |
| 11   | 57  | Toomas Heikkinen      | EKS RX                   | Audi S1             | 11.º | 4.º  | 17.º | 6.º  | 6   |
| 12   | 96  | Kevin Eriksson        | MJP Racing Team Austria  | Ford Fiesta         | 10.º | 17.º | 8.º  | 7.º  | 5   |
| 13   | 7   | Timur Timerzyanov     | STARD                    | Ford Fiesta         | 9.º  | 16.º | 7.º  | 16.º | 4   |
| 14   | 87  | Jean-Baptiste Dubourg | DA Racing                | Peugeot 208         | 17.º | 7.º  | 12.º | 15.º | 3   |
| 15   | 68  | Niclas Grönholm       | GRX                      | Ford Fiesta         | 15.º | 12.º | 13.º | 13.º | 2   |
| 16   | 98  | Oliver Eriksson       | Olsbergs MSE             | Ford Fiesta         | 16.º | 8.º  | 10.º | 19.º | 1   |
| 17   | 77  | René Münnich          | Münnich Motorsport       | SEAT Ibiza          | 21.º | 6.º  | 18.º | 14.º |     |
| 18   | 15  | Reinis Nitišs         | EKS RX                   | Audi S1             | 13.º | 20.º | 9.º  | 18.º |     |
| 19   | 66  | Grégoire Demoustier   | DA Racing                | Peugeot 208         | 19.º | 13.º | 21.º | 21.º |     |
| 20   | 124 | Mark Cronje           | Albatec Racing           | Peugeot 208         | 18.º | 21.º | 20.º | 17.º |     |
| 21   | 59  | Ashley Haigh-Smith    | Olsbergs MSE             | Ford Fiesta         | 20.º | 19.º | 19.º | 20.º |     |
| 22   | 10  | "Csucsu"              | Speedy Motorsport        | Kia Rio             | 22.º | 22.º | 22.º | 22.º |     |

### Semifinales
Semifinal 1
| Pos. | N.º | Piloto               | Equipo                   | Tiempo   | Pts |
| ---- | --- | -------------------- | ------------------------ | -------- | --- |
| 1    | 3   | Johan Kristoffersson | PSRX Volkswagen Sweden   | 4:27.571 | 6   |
| 2    | 11  | Petter Solberg       | PSRX Volkswagen Sweden   | +0.761   | 5   |
| 3    | 1   | Mattias Ekström      | EKS RX                   | +0.723   | 4   |
| 4    | 13  | Andreas Bakkerud     | Hoonigan Racing Division | +1.446   | 3   |
| 5    | 6   | Jānis Baumanis       | STARD                    | +3.139   | 2   |
| 6    | 57  | Toomas Heikkinen     | EKS RX                   | +4.261   | 1   |

Semifinal 2
| Pos. | N.º | Piloto         | Equipo                   | Tiempo   | Pts |
| ---- | --- | -------------- | ------------------------ | -------- | --- |
| 1    | 21  | Timmy Hansen   | Team Peugeot-Hansen      | 4:26.464 | 6   |
| 2    | 44  | Timo Scheider  | MJP Racing Team Austria  | +2.757   | 5   |
| 3    | 71  | Kevin Hansen   | Team Peugeot-Hansen      | +21.905  | 4   |
| 4    | 9   | Sébastien Loeb | Team Peugeot-Hansen      | +25.118  | 3   |
| 5    | 68  | Kevin Eriksson | MJP Racing Team Austria  | +32.118  | 2   |
| 6    | 43  | Ken Block      | Hoonigan Racing Division | DSQ      |     |

### Final
| Pos. | N.º | Piloto               | Equipo                  | Tiempo   | Pts |
| ---- | --- | -------------------- | ----------------------- | -------- | --- |
| 1    | 3   | Johan Kristoffersson | PSRX Volkswagen Sweden  | 4:23.751 | 8   |
| 2    | 21  | Timmy Hansen         | Team Peugeot-Hansen     | +0.918   | 5   |
| 3    | 1   | Mattias Ekström      | EKS RX                  | +2.951   | 4   |
| 4    | 11  | Petter Solberg       | PSRX Volkswagen Sweden  | +3.417   | 3   |
| 5    | 44  | Timo Scheider        | MJP Racing Team Austria | +5.438   | 2   |
| 6    | 71  | Kevin Hansen         | Team Peugeot-Hansen     | DNS      | 1   |

## RX2 International Series

### Series
| Pos. | N.º | Piloto              | Equipo                     | Q1   | Q2   | Q3   | Q4   | Pts |
| ---- | --- | ------------------- | -------------------------- | ---- | ---- | ---- | ---- | --- |
| 1    | 13  | Cyril Raymond       | Olsbergs MSE               | 6.º  | 2.º  | 1.º  | 1.º  | 16  |
| 2    | 96  | Guillaume De Ridder | Guillaume De Ridder        | 1.º  | 1.º  | 10.º | 6.º  | 15  |
| 3    | 69  | Sondre Evjen        | JC Raceteknik              | 5.º  | 8.º  | 6.º  | 2.º  | 14  |
| 4    | 55  | Vasily Gryazin      | Sports Racing Technologies | 4.º  | 16.º | 2.º  | 10.º | 13  |
| 5    | 40  | Dan Rooke           | Dan Rooke                  | 2.º  | 13.º | 15.º | 4.º  | 12  |
| 6    | 11  | Tanner Whitten      | Olsbergs MSE               | 8.º  | 6.º  | 3.º  | 16.º | 11  |
| 7    | 52  | Simon Olofsson      | Simon Olofsson             | 7.º  | 12.º | 7.º  | 9.º  | 10  |
| 8    | 19  | Andreas Bäckman     | Olsbergs MSE               | 3.º  | 7.º  | 12.º | 15.º | 9   |
| 9    | 56  | Thomas Holmen       | Bard Holmen                | 14.º | 10.º | 11.º | 3.º  | 8   |
| 10   | 6   | William Nilsson     | JC Raceteknik              | 15.º | 3.º  | 16.º | 5.º  | 7   |
| 11   | 36  | Guerlain Chicherit  | Olsbergs MSE               | 16.º | 5.º  | 4.º  | 14.º | 6   |
| 12   | 12  | Anders Michalak     | Anders Michalak            | 9.º  | 14   | 9.º  | 8.º  | 5   |
| 13   | 8   | Simon Wågø Syversen | Set Promotion              | 11.º | 4.º  | 13.º | 12.º | 4   |
| 14   | 98  | Stein Frederic Akre | Stein Frederic Akre        | 13.º | 9.º  | 8.º  | 11.º | 3   |
| 15   | 9   | Glenn Haug          | Glenn Haug                 | 10.º | 15.º | 5.º  | 13.º | 2   |
| 16   | 26  | Jessica Bäckman     | Olsbergs MSE               | 12.º | 11.º | 14.º | 7.º  | 1   |

### Semifinales
Semifinal 1
| Pos. | N.º | Piloto               | Equipo         | Tiempo   | Pts |
| ---- | --- | -------------------- | -------------- | -------- | --- |
| 1    | 13  | Cyril Raymond        | Olsbergs MSE   | 4:36.077 | 6   |
| 2    | 69  | Sondre Evjen         | JC Raceteknik  | +5.387   | 5   |
| 3    | 40  | Dan Rooke            | Dan Rooke      | +6.547   | 4   |
| 4    | 52  | Simon Olofsson       | Simon Olofsson | +8.224   | 3   |
| 5    | 8   | Simon Wågø Syversen‡ | Set Promotion  | +11.612  | 2   |
| 6    | 56  | Thomas Holmen        | Bard Holmen    | +12.091  | 1   |

‡ Simon Wågø Syversen inicialmente se clasificó 13°, sin embargo fue ascendido a la semifinal luego de la retirada de Guerlain Chicherit.
Semifinal 2
| Pos. | N.º | Piloto              | Equipo                     | Tiempo   | Pts |
| ---- | --- | ------------------- | -------------------------- | -------- | --- |
| 1    | 96  | Guillaume De Ridder | JC Raceteknik              | 4:35.133 | 6   |
| 2    | 11  | Tanner Whitten      | Olsbergs MSE               | +0.729   | 5   |
| 3    | 55  | Vasily Gryazin      | Sports Racing Technologies | +1.625   | 4   |
| 4    | 12  | Anders Michalak     | Anders Michalak            | +5.943   | 3   |
| 5    | 6   | William Nilsson     | JC Raceteknik              | +6.212   | 2   |
| 6    | 19  | Andreas Bäckman     | Olsbergs MSE               | +7.085   | 1   |

### Final
| Pos. | N.º | Piloto              | Equipo                     | Tiempo     | Pts |
| ---- | --- | ------------------- | -------------------------- | ---------- | --- |
| 1    | 13  | Cyril Raymond       | Olsbergs MSE               | 4:31.884   | 8   |
| 2    | 69  | Sondre Evjen        | JC Raceteknik              | +5.668     | 5   |
| 3    | 11  | Tanner Whitten      | Olsbergs MSE               | +6.198     | 4   |
| 4    | 55  | Vasily Gryazin      | Sports Racing Technologies | +7.374     | 3   |
| 5    | 96  | Guillaume De Ridder | JC Raceteknik              | +2 vueltas | 2   |
| 6    | 40  | Dan Rooke           | Dan Rooke                  | DNS        | 1   |

## Campeonatos tras la prueba
| Pos | Piloto               | Pts | Dif  |
| --- | -------------------- | --- | ---- |
| 1   | Johan Kristoffersson | 316 |      |
| 2   | Mattias Ekström      | 255 | +61  |
| 3   | Petter Solberg       | 252 | +64  |
| 4   | Sébastien Loeb       | 214 | +102 |
| 5   | Timmy Hansen         | 201 | +115 |

| Pos | Piloto              | Pts | Dif  |
| --- | ------------------- | --- | ---- |
| 1   | Cyril Raymond       | 198 |      |
| 2   | Dan Rooke           | 154 | +44  |
| 3   | Guillaume De Ridder | 138 | +60  |
| 4   | Tanner Whitten      | 105 | +93  |
| 5   | Simon Olofsson      | 98  | +100 |

- Nota: Sólo se incluyen las cinco posiciones principales.